# Mozambique en los Juegos Olímpicos de Río de Janeiro 2016
Mozambique participó en los Juegos Olímpicos de Río de Janeiro 2016 con un total de seis deportistas, que compitieron en cuatro deportes. El piragüista Joaquim Lobo fue el abanderado en la ceremonia de apertura.

## Participantes
Atletismo
- Kurt Couto (400 metros con obstáculos masculino)[2]

Piragüismo
- Mussa Chamaune (C-1 1000 m masculino y C-2 1000 m masculino)[2]
- Joaquim Lobo (C-1 200 m masculino y C-2 1000 m masculino)[2]

Judo
- Marlon Acácio (−81 kg masculinos)[2]

Natación
- Igor Mogne (100 metros estilo libre masculinos)[2]
- Jannah Sonnenschein (100 metros estilo mariposa femeninos)[2]